# Antonio López Alfaro
Antonio López Alfaro (Iniesta, Conca, 20 de maig de 1965) és un exfutbolista espanyol que jugava en la posició de davanter centre.

## Trajectòria esportiva
Antonio López Alfaro va desenvolupar pràcticament tota la seva carrera esportiva en l'Albacete Balompié, amb el qual va jugar en Segona Divisió B, Segona Divisió i Primera Divisió. Va jugar ininterrompudament en l'equip manxec des de la temporada 1982/83 fins a la temporada 1994/95, en la qual va marxar al CF Extremadura, on va estar dues temporades, 1995/96, ascendint a Primera Divisió, i 1996/97, data en la qual va decidir penjar les botes. Després, va ser director esportiu de l'Albacete Balompié entre les temporades 2002/03 i 2006/07.
Antonio López Alfaro és el màxim golejador de l'Albacete Balompié en la seva història, de fet, va marcar 83 gols en 282 partits disputats.